# Unibank
Unibank bildades 1990 genom ett samgående mellan de danska bankerna Andelsbanken, SDS och Privatbanken. Bankens historia är kantad av många bankfusioner där små, självständiga banker stärkt sin konkurrenskraft genom att gå samman. Bankens ursprung går tillbaka till 1857, då Privatbanken grundades.
I slutet av 1999 var Unidanmark den näst största finanskoncernen i Danmark. Koncernens bankverksamhet, Unibank, hade då 1,7 miljoner retail-kunder och 365 bankkontor och var därmed näst största bank i Danmark. Koncernens försäkringsverksamhet, Tryg-Baltica Insurance, var då den största försäkringsgivaren i Danmark och den näst största i Norge.
1999 tillkännagav MeritaNordbanken och Unidanmark sitt samgående, som därigenom skapade den ledande finanskoncernen i Norden och Östersjöregionen, med noteringar på börserna i Köpenhamn, Helsingfors och Stockholm.  